# Max Grodénchik
Max Grodénchik (nacido el 12 de noviembre de 1966), también conocido como Michael Grodénchik, es un actor estadounidense.
Nacido en el seno de una familia judía, hijo de Nathan Grodénchik, nació en el Bronx, Nueva York, y vivió en Queens. Asistió a la Universidad de Buffalo desde 1970 a 1974 y trabajó en el teatro en los años 80, donde sus actuaciones fueron bien reconocidas.
Uno de sus papeles más famosos es el de Rom en Star Trek: espacio profundo nueve. En un principio había audicionado para el papel de Quark (hermano de Rom), pero el papel fue para Armin Shimerman. Más tarde ambos aparecerían en el show británico Space Cadets, en 1997. Interpretó a Sovak y Par Lenor en la serie Star Trek: la nueva generación (capítulos "Captain's Holiday" y "The Perfect Mate").
Su hermano Barry es un ex asambleísta del Estado de Nueva York y fue nombrado diputado de la presidencia del distrito de Queens en 2010. Max Grodénchik vive con su esposa y su hija en Alemania, en la pequeña aldea de Nußbach.

## Filmografía
- Bruce Almighty (2003) ... Control Room Operator
- The Adventures of Rocky & Bullwinkle (2000) ... Horse Spy
- Star Trek: Insurrection (1998) ... Trill (escena eliminada)
- Rumpelstiltskin (1996) ... Rumpelstiltskin
- Here Come the Munsters (1995) (TV) ... Norman Hyde
- Apollo 13 (1995) ... FIDO Gold
- Rising Sun (1993) ... Club Manager
- Doorways (1993) (TV) ... Roth
- Sister Act (1992) ... Ernie
- The Gambler Returns: The Luck of the Draw (1991) (TV) ... Bailiff
- The Rocketeer (1991) ... Wilmer, Wounded Robber
- Barton Fink (1991) ... Clapper boy
- Chu Chu and the Philly Flash (1981) ... Frankie